# Broertje en zusje

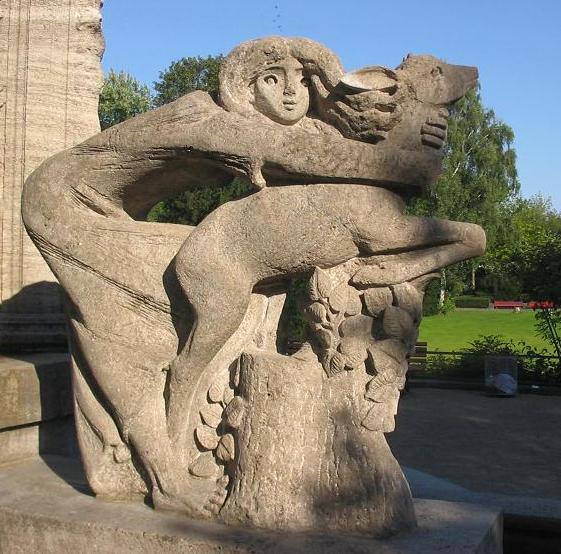
Broertje en zusje (Brüderchen und Schwesterchen) in het Schulenburgpark in Berlijn-Neukölln, door Katharina Szelinski-Singereated ter gelegeneid van de restauratie van de „Märchenbrunnen“ in 1970

 Broertje en zusje  (Brüderchen und Schwesterchen) is een minder bekend sprookje, opgetekend door de gebroeders Grimm in Kinder- und Hausmärchen met het nummer KHM11.

## Het verhaal
Een broer en een zus besluiten weg te lopen omdat ze inwonen bij hun nare stiefmoeder, die de hond nog beter behandelt dan hen. In een bos aangekomen overnachten ze in een holle boom en de volgende ochtend gaan ze op zoek naar een bron om te drinken. Wat de twee niet weten, is dat hun stiefmoeder, een gemene heks, al het water in de omgeving heeft betoverd. Zusje hoort in het water "Wie mij drinkt wordt een tijger" en waarschuwt haar broertje dat hij haar zal verscheuren, en hij drinkt niet alhoewel hij veel dorst heeft.
Ze lopen door en komen bij een andere bron, waar het zusje hoort "Wie mij drinkt wordt een wolf". Opnieuw waarschuwt zusje haar broertje, en opnieuw lopen beide kinderen door. Bij de derde bron hoort zusje "Wie mij drinkt wordt een ree" en ze waarschuwt haar broertje dat hij bij haar weg zal lopen als hij drinkt. Maar broertje drinkt toch gulzig, zodat hij in een reekalfje verandert. Ze huilen samen en het meisje vertelt dat ze haar broertje nooit in de steek zal laten, ze doet haar gouden kousenband af en bindt deze om de hals van het reetje. Met biezen vlecht ze een koord en bindt het diertje vast en loopt met hem het bos in. Na een tijdje komen ze bij een huisje in het bos waar ze gaan wonen. Ze zijn lang alleen in de wildernis.

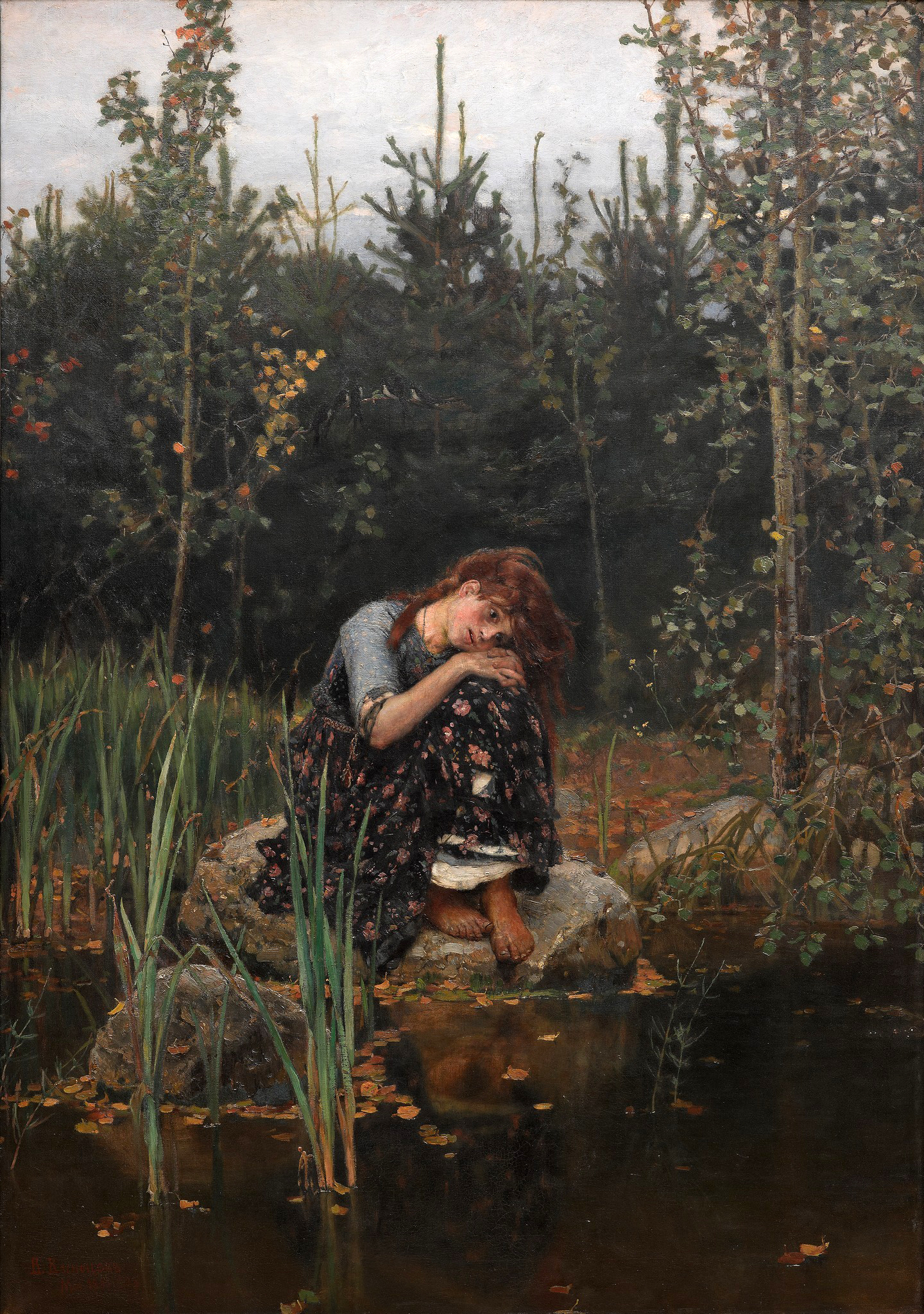
Aljonoesjka (Russisch: Аленушка), zusje geschilderd door Viktor Vasnetsov in 1881

De koning organiseert een jachtpartij in het bos en het reetje wil kijken wat dit is, hij smeekt om te mogen kijken. Zusje wil dat hij 's avonds terugkomt en blijft zelf binnen met de deur op slot, ze zal de deur alleen voor hem openen als hij vertelt wie hij is. De koning ziet het reetje en volgt hem, maar kan hem niet pakken. Het reetje komt 's avonds terug en wordt binnengelaten. De volgende ochtend begint de jacht opnieuw, en het reetje gaat opnieuw kijken. Opnieuw ziet de koning met zijn jagers het reetje met de gouden halsband en ze jagen het na en het dier raakt gewond aan zijn poot. Een jager volgt hem naar het huisje en hoort hoe hij vraagt om binnengelaten te worden.
De jager vertelt de koning wat hij gezien heeft, en zusje schrikt als ze ziet dat het reetje gewond is geraakt. Ze verzorgt hem met kruiden en de volgende ochtend wil het reetje opnieuw naar buiten. Zusje huilt en is bang om alleen achter te blijven in het bos, maar het reetje kan de jachthoorn niet weerstaan. Verdrietig opent zusje de deur en het reetje gaat naar buiten. De koning geeft opdracht het reetje de hele dag te volgen, maar het mag niet gewond raken en als het donker wordt, laat de koning zich door de jager naar het huisje brengen. Hij ziet het mooiste meisje dat hij ooit heeft gezien en ze schrikt als het niet haar broertje is die de deur open liet doen. De koning vraagt of ze zijn vrouw wil worden en neemt haar mee naar zijn paleis. Ook het reetje mag meekomen, hij komt later aan, en ze bindt hem vast aan het biezen koord.
Op het paard van de koning wordt ze naar het paleis gebracht en ze zijn gelukkig samen. De boze stiefmoeder denkt dat het zusje door wilde dieren is verscheurd in het bos en dat broertje is doodgeschoten door de jagers. Ze hoort echter dat zij gelukkig zijn en wordt jaloers en wil hen in het ongeluk storten. Haar eigen dochter is zo lelijk als de nacht en heeft slechts één oog; zij vindt dat zij recht had om koningin te worden. De koningin bevalt van een jongetje als de koning op jacht is. De heks gaat als kamenier naar haar kamer en vertelt dat het bad klaarstaat voor de zieke. Ze dragen de zwakke koningin naar de badkamer en doen de deur op slot. Maar in de badkamer is een vuur gemaakt en de jonge koningin zal stikken.

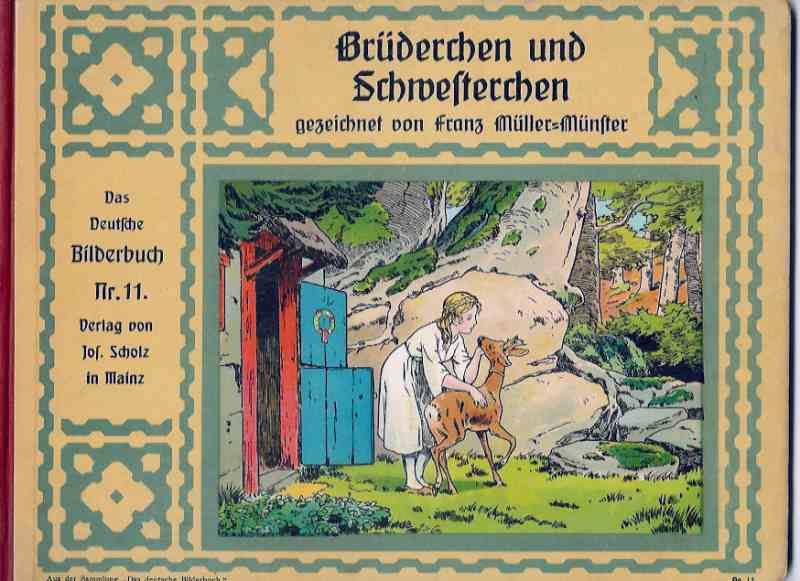
Broertje en zusje, prentenboek door Franz Müller-Münster

De oude vrouw legt haar dochter in bed en zet haar een muts op, alleen het ontbrekende oog kan ze haar niet teruggeven. De koning komt terug en hoort dat er een zoontje geboren is; hij wil naar zijn vrouw, maar de gordijnen rond het bed moeten dicht blijven van de oude vrouw. Om middernacht ziet de kindermeid de echte koningin binnenkomen als ze naast de wieg waakt. De koningin haalt haar kind uit de wieg en geeft het te drinken, ze schudt de kussens op en legt hem terug en dekt hem toe met een dekentje. Ook het reetje aait ze over zijn rug en ze verlaat zwijgend de kamer. Dit gebeurt vele nachten, maar de kindermeid durft niemand iets te vertellen. Dan begint de koningin 's nachts te spreken en zegt: hoe vaart mijn kind, hoe vaart mijn ree, ik kom nu nog tweemaal en dan nooit meer.
De kindermeid zegt niks, maar vertelt de koning wel wat er is gebeurd. De koning besluit de volgende nacht bij het kind te waken; hij ziet de koningin en hoort de tekst. De volgende nacht herhaalt het zich opnieuw, de koning loopt op zijn vrouw af en zegt dat zij zijn vrouw moet zijn. Ze krijgt door Gods genade haar leven terug en staat fris en gezond voor hem. Ze vertelt wat de boze heks en haar dochter hebben gedaan en de koning laat hen voor de rechter brengen. De dochter wordt naar het bos gebracht, waar ze verscheurd wordt door de wilde dieren. De heks wordt in het vuur gelegd en moet jammerlijk verbranden; als ze verandert in as, krijgt het reetje zijn menselijke gedaante terug en zusje en broertje leven gelukkig samen.

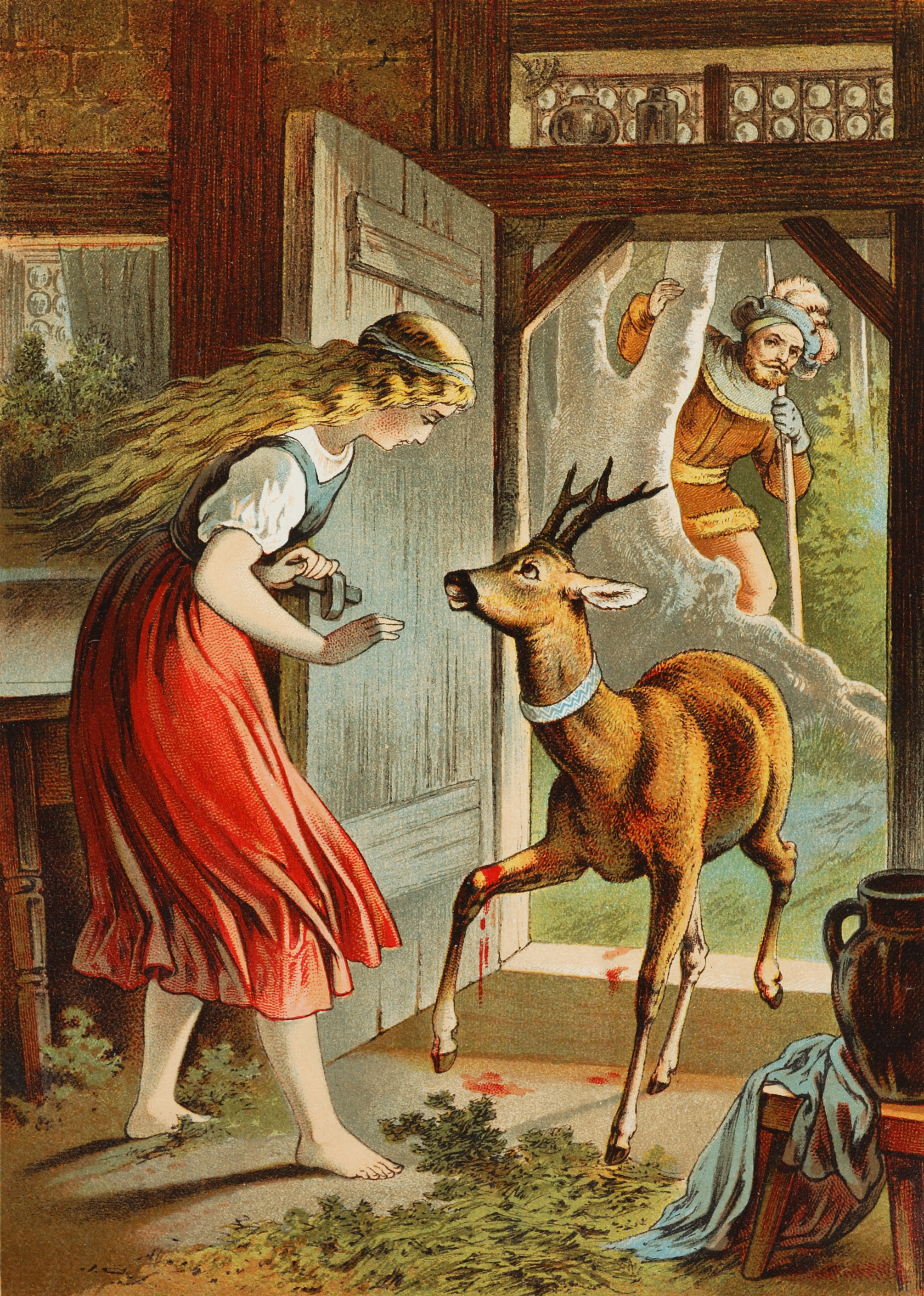
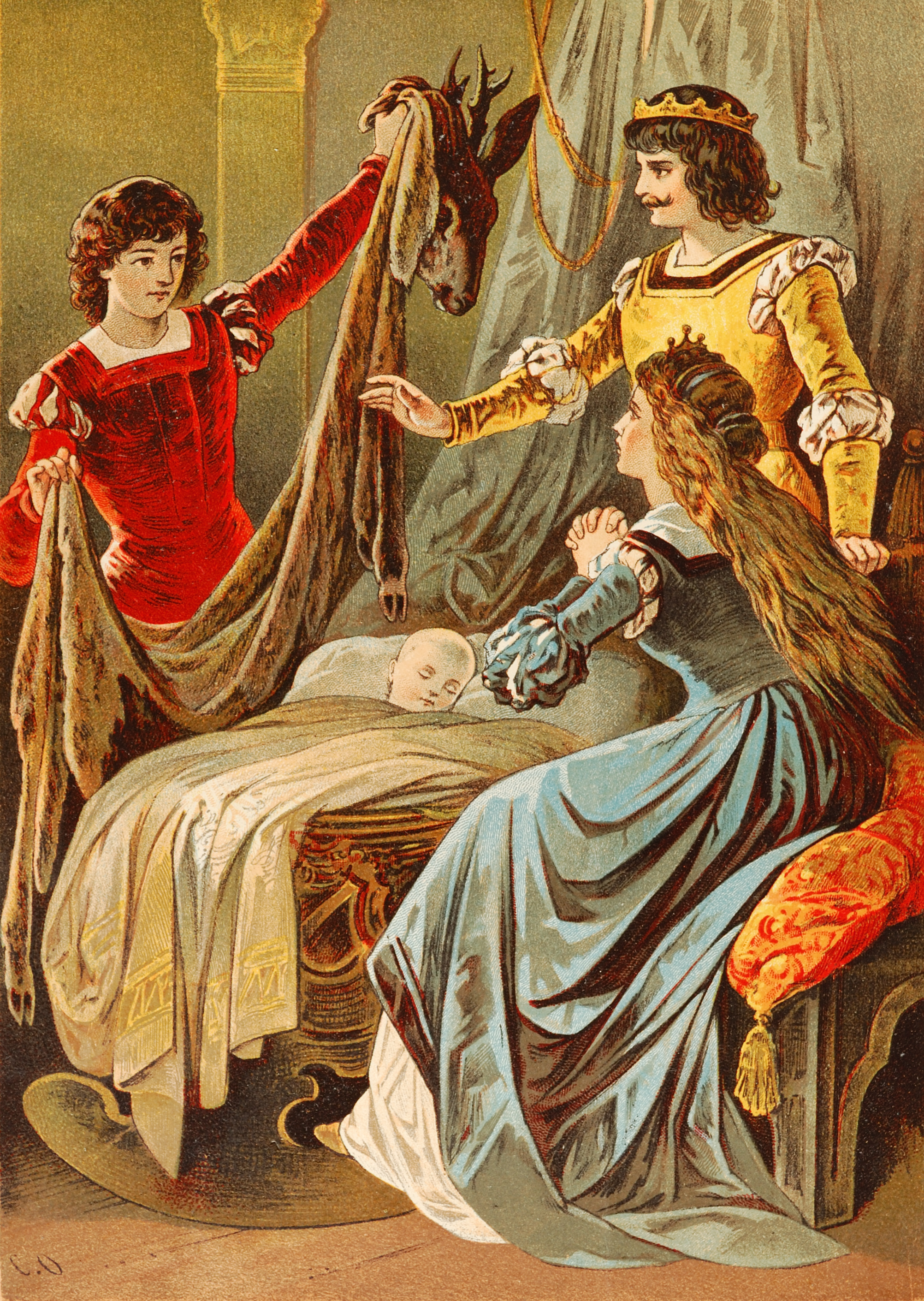
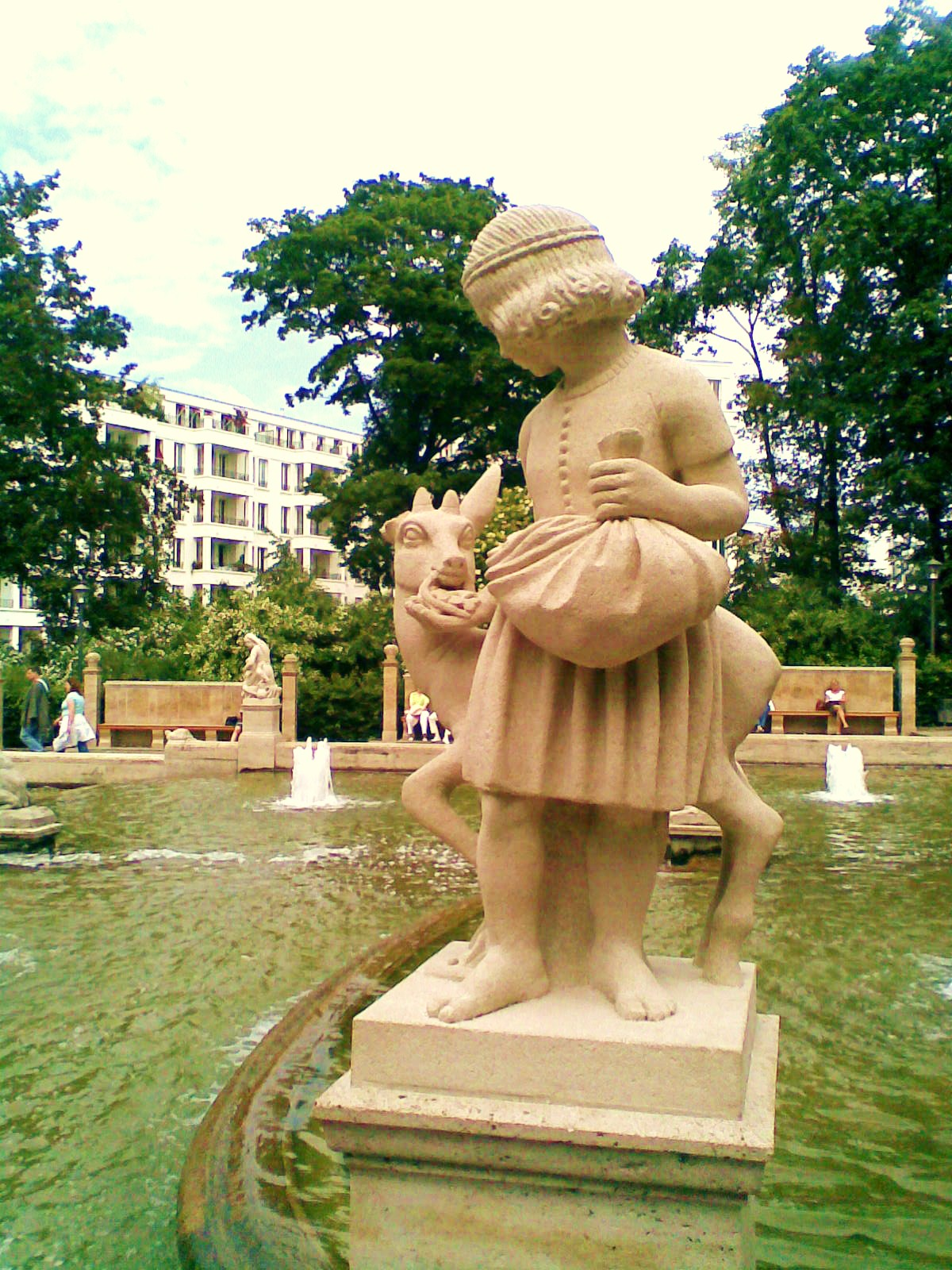
Broertje en zusje bij de Märchenbrunnen in Berlijn

## Andere versie
Als de prins op reis is, neemt de stiefmoeder wraak. Ze spreekt opnieuw een vloek uit, waardoor de prinses haar kind en broertje alleen rond middernacht mag zien. Als de prins weer thuiskomt, treft hij zijn vrouw diepbedroefd aan. Onmiddellijk stuurt hij zijn beste jager op de stiefmoeder af, die haar doodt.
Door haar dood worden alle vervloekingen ongedaan gemaakt: broertje krijgt opnieuw zijn oorspronkelijke gedaante en zusje kan haar kindje nu de hele dag bewonderen.

## Achtergronden bij het verhaal
- Het verhaal komt uit de Mainstreek, het is samengesteld uit twee verhalen.
- Broer en zus staan voor het mannelijke (handelende, verstandige) en vrouwelijke (gevoelsmatige, intuïtieve) in de mens, de anima en animus (ziel en geest).
- Vergelijkbaar zijn de sprookjes Van de wachtelboom (KHM47), Vondevogel (KHM51), De waternimf (KHM79), De witte en de zwarte bruid (KHM135) en Het lammetje en het visje (KHM141).
- Verwisseling van de ware en valse bruid komt voor in De drie mannetjes in het bos (KHM13), De ganzenhoedster (KHM89), De witte en de zwarte bruid (KHM135) en Jonkvrouw Maleen (KHM198).
- De gestorven moeder die uit het graf komt, komt voor in De drie mannetjes in het bos (KHM13), De witte en de zwarte bruid (KHM135) en Het lammetje en het visje (KHM141).
- Het bos kan staan voor het leven, waarin ieder zijn weg moet zoeken.
- Een kamenier is een vrouwelijke bediende van een dame.
- Het reetje is ook wel een hertje.
- Middernacht wordt ook wel het spookuur genoemd (zie ook spook), het is het tijdstip waarop vaak griezelige of magische dingen plaatsvinden. Het speelt in de volgende verhalen een rol; in Sprookje van iemand die erop uittrok om te leren griezelen (KHM4) maakt de jongen een vuur, de reus slaat het bed doormidden in Het dappere snijdertje (KHM20), in Assepoester (KHM21) wordt de betovering verbroken, in De gouden vogel (KHM57) worden appels gestolen, de jongen vindt de reuzen in De volleerde jager (KHM111), de duivels dobbelen in De koningszoon die nergens bang voor was (KHM121), de draak komt thuis in De duivel en zijn grootmoeder (KHM125), de betovering wordt verbroken in Het boshuis (KHM169), het uiterlijk van het meisje verandert in De ganzenhoedster aan de bron (KHM179), de rovers komen thuis in De avonturen van een soldaat, in Het verhaal van Schele Guurte arriveren Berend met de honden en Derk met de beer op kerstavond met de Wilde Jacht.
- Metamorfose na het drinken uit een bron speelt ook een rol bij verhalen over weerwolven.
- Het vergeten van de ware bruid komt veel voor in sprookjes en sagen, zoals in het Nibelungenlied. Zie ook Vrijer Roland (KHM56), De twaalf jagers (KHM67), De zingende springende leeuwerik (KHM88), De koning van de gouden berg (KHM99), De twee koningskinderen (KHM113) en De trommelslager (KHM193). Vergelijk ook De ware bruid (KHM186).
- De vrouw verschijnt 's nachts terwijl haar man slaapt, dit heeft overeenkomsten met De zingende springende leeuwerik (KHM88).